# Acronicta catocaloida
Acronicta catocaloida là một loài bướm đêm thuộc họ Noctuidae. Nó được tìm thấy ở Nhật Bản, bán đảo Triều Tiên, Trung Quốc và vùng Viễn Đông Nga (Primorye, miền nam Khabarovsk, vùng Amur và miền nam quần đảo Kuril).